# Live Together
A Live Together című dal a brit énekes-dalszerző Lisa Stansfield 1990. január 29-én megjelent kislemeze az Affection című stúdióalbumról. A dalt Stansfield, Ian Devaney és Andy Morris írta, és a produceri munkálatokat is ők felügyelték.
A dalt Európában a 3. kimásolt kislemezként jelentették meg, és egy korábban ki nem adott dal a "Sing It" is szerepel a kislemezen, valamint a Massive Attack és Steve Anderson által készített "Live Together" remixek is helyet kaptak rajta. A dal Hollandiában, Belgiumban, az Egyesült Királyságban, és Olaszországban. A többi európai országban Top 40-es slágerlistás helyezést ért el. A dalhoz készült videoklipet Philip Rirchardson készítette.
A dal felkerült a 2003-ban megjelent Biography: The Greatest Hits. A "Live Together" és "Sing It" című dalok remixei szerepelnek az "Affection" deluxe kiadásán is, a  People Hold On ... The Remix Anthology és a The Collection 1989-2003-as lemezen is.

## Kritikák
A dal pozitív értékelést kapott a kritikusoktól. A Music & Media úgy jellemezte a dalt, hogy a "Live Together" újra felvett változata méltó követése az "All Around the World" című dalnak. Megjegyezte továbbá, hogy a Philadelphia soul típusú zenekar elősegíti dalt ahhoz, hogy slágerré váljon.

## Számlista
Európai 7" kislemez (New Version)
1. "Live Together" (New Version) – 4:37
2. "Sing It" (Edit) – 3:56

Európai CD single (New Version)
1. "Live Together" (New Version) – 4:37
2. "Sing It" (Edit) – 3:56
3. "Live Together" (Extended Version Edit) – 7:02
4. "Live Together" (Big Beat Mix Edit) – 3:50

Európai 12" single (New Version)
1. "Live Together" (Extended Version) – 8:55
2. "Live Together" (Big Beat Mix) – 5:00
3. "Sing It" – 5:32

Európai CD and 12" single (Remix)
1. "Live Together" (Home Sweet Home Mix) – 7:42
2. "Live Together" (Live It Up) – 6:42
3. "Live Together" (Mood Mix) – 5:36

## Slágerlista
| Slágerlista (1990)                    | Legjobb helyezések |
| ------------------------------------- | ------------------ |
| Australia (ARIA)                      | 62                 |
| Ausztria (Ö3 Austria Top 40)          | 30                 |
| Belgium (Ultratop 50 Flanders)        | 7                  |
| Europe (European Hot 100 Singles)     | 19                 |
| Finland (Suomen virallinen lista)     | 13                 |
| Germany (Official German Charts)      | 23                 |
| Italy (Hit Parade)                    | 10                 |
| Hollandia (Top 40)                    | 5                  |
| Hollandia (Single Top 100)            | 11                 |
| Új-Zéland (Recorded Music NZ)         | 23                 |
| Spain (PROMUSICAE)                    | 17                 |
| Svájc (Schweizer Hitparade)           | 15                 |
| Egyesült Királyság (UK Singles Chart) | 10                 |

| Slágerlista (1990)         | Helyezés |
| -------------------------- | -------- |
| Italy (Hit Parade)         | 70       |
| Netherlands (Dutch Top 40) | 69       |